# Força Policial de Vanuatu
A Força Policial de Vanuatu é a força policial responsável pela segurança e paz de Vanuatu. Com quartel-general em Port Vila, esta força policial detém uma unidade paramilitar denominada Força Móvel de Vanuatu, responsável por missões de segurança interna.
Em todo o país insular existem quatro estações da policia e oito postos policiais, porém mesmo assim nem todas as ilhas têm presença policial; além disso, apesar de o governo deter algumas armas armazenadas, os seus 319 agentes policiais andam desarmados.